# 纖細刃齒虎
纖細刃齒虎是最細小及最早的刃齿虎。牠首先於250萬年前在美國出現，可能是巨頦虎的後代，直至50萬年前滅絕。牠們主要生活於美洲的東部地區。
其种加词来源于拉丁文“gracilis”，意为“细长的”。